# АнЖ
AnJ — російська група, що грає в жанрі хард-рок.

## Історія
Група Анж була заснована в 2002 році Анатолієм Журавльовим, фанатами музики в жанрі метал, які не мають спеціальної музичної освіти. Назва групи ніякого відношення до ініціалами засновника не має, в США група пишеться як After Nuclear Joyride. До першого складу групи також увійшли Юрій Крюков (гітара), Олег Ломовцев (бас), Дмитро Сачко (ударні). Сам Журавльов став вокалістом, гітаристом та автором всього матеріалу.
У 2003 році група виступила на MTV у програмі «Тотальне Шоу» де на початку виступу розбили вщент гітари. Тоді ж по телеканалах почали транслювати відео кліпи гурту. Завдяки фінансовій спроможності Журавльова, з самого початку група випускала дорогі відеокліпи, в загальній складності знявши сім відео за п'ять років існування. Анж також взяли участь у VII Міжнародному Байк-шоу, а в 2004 році — в фестивалі «П'ятниця, 13».
7 травня 2004 Анж записали на студії Чорний Обеліск і випустили дебютний альбом «Під пильним прицілом». Група виступала «на розігріві» під час російського турне UDO, а пізніше виступала з Rage. Удо Діркшнайдер також записав дуетом з Анж пісню «Пугачов». У 2005 році Анж виступили на великому фестивалі «Metalmania» (Катовиці).
У середовищі російських металістів до групи склалося неоднозначне, часто іронічне ставлення. Через її агресивну піар-кампанію глядачі охрестили групу жанром «олігарх-метал». Група також скандально відома використанням стриптиз-шоу на концертах і в відеокліпах.
З 1 січня 2007 року група почала писати свою назву на латиниці — ANJ. 
У 2008 році вийшов відеокліп на жартівливу пісню «Gorbachov» англійською мовою. У цьому кліпі обігрується образ Михайла Горбачова, який як воїн-варвар бореться з тоталітаризмом у вигляді Сталіна-зомбі.
У 2008-му гурт покидає барабанщик Дмитро Сачко, а в 2009-му басист Микита Симонов і гітарист Олег Ізотов. Нині О. Журавльов працює із сесійними музикантами з США.

## Склад

### Сучасний склад групи
- Анатолій Журавльов: вокал, гітара (з 2002)

### Колишні учасники колективу
- Дмитро Сачко: барабани (2002–2008)
- Олег Ломовцев: бас-гітара (2002–2005)
- Юрій Крюков: гітара (2002–2005)
- Микита Симонов: бас-гітара (2006–2009)
- Олег Ізотов: гітара (2005–2009)

### Сесійні музиканти
- Вокалісти: група «Червоні вітрила», група «Ангели-Анж»
- Гітаристи: Сергій Бокарьов
- Клавішники: Леонід Гревнов, Ілля Лисак, Олександр Каменський, Артур Аракелян
- Барабанщики: Василь Горшков, Максим Олійник

## Дискографія

### Номерні альбоми
- «Під пильним прицілом» (2004)
- «100 миль по прямій» (2006)
- "Паралельні світи. Частина перша"(2006)
- «Russian Roulette» (2008)

### Інші альбоми
- «Сто миль по прямій» (2002)
- «Under an Intent Target» (2004)
- «With Honor to Live» (2007)

### Відеокліпи
- «Devil's Vengeance»
- «Паралельні світи»
- «Ніжні слова»
- «Диявольська помста»
- «Очікування» (2003)
- «Паралельні світи» (2003)
- «Перша ніч» (2003)
- «У такт» (2005)
- «Природжені вбивці» (2005)
- «Ти забув» (2007)
- «Gorbachev» (2008)
- «Про нещадному часу» (2008)

## Цікаві факти
- У 2005 році, в рамках спільного туру, група виконувала пісні «Set on Fire» з Максом (Icewind Blast) і «Become a Hero» з Некрозавром (Рогаті трупоїди).
- Напередодні виходу одного з альбомів, серед слухачів передачі Дмитра Добриніна «Рок-приціл» на Радіо Росії був оголошений конкурс на найкращу назву для альбому. Потрібно було не тільки запропонувати назву (як своє, так і за назвою однієї з пісень), але і пояснити, чому була обрано саме ця назва. Цей альбом у підсумку став називатися 100 миль по прямій.